# Pennisetum advena
Pennisetum advena är en gräsart som beskrevs av Joseph K. Wipff och Jan Frederik Veldkamp. Pennisetum advena ingår i släktet borstgräs, och familjen gräs. Inga underarter finns listade i Catalogue of Life.

## Bildgalleri

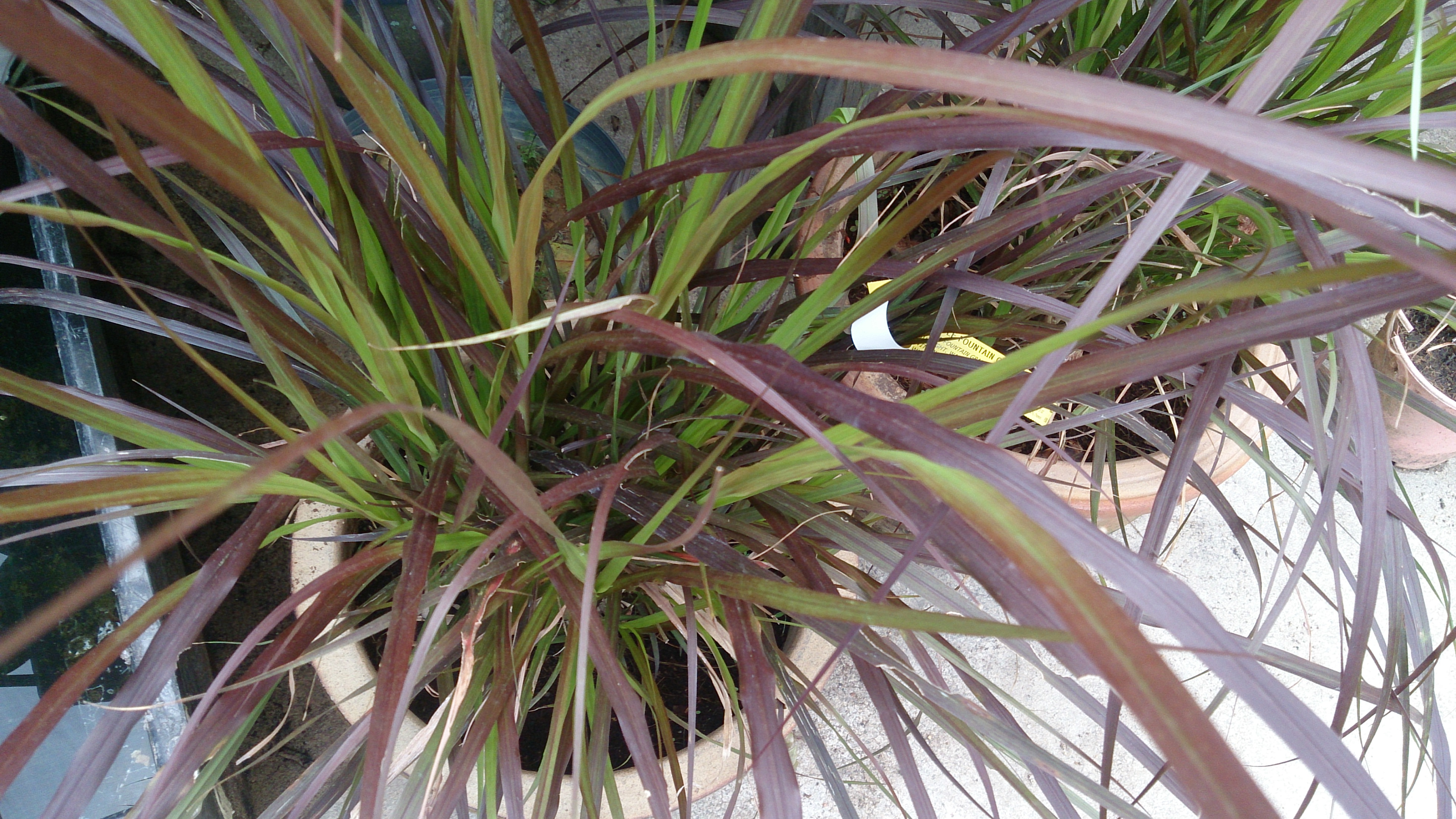
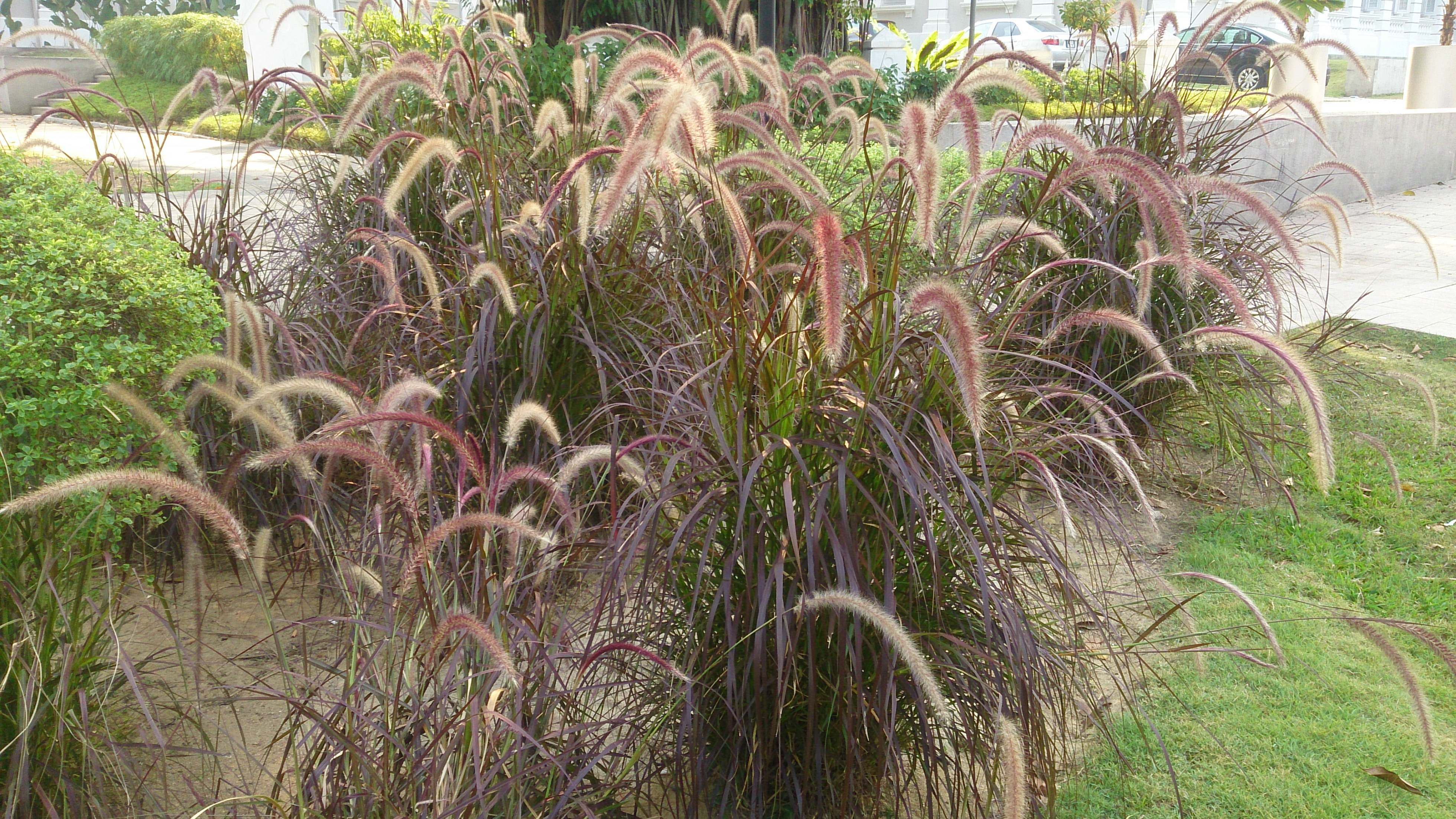